# Schnulli
Schnulli ist eine Comicfigur, die 2006 anlässlich der Fußball-Weltmeisterschaft 2006 von der Hannoverschen Plattenfirma Beatwerk Records in Zusammenarbeit mit Toggo TV, dem Kinderprogramm des deutschen Fernsehsenders Super RTL, kreiert wurde. Die Figur ist ein kleiner rothaariger Junge mit Sommersprossen im Gesicht. Im Stil eines Rappers trägt er eine schwere Metallkette um den Hals, kurze Hosen und Turnschuhe.

## Werdegang
Vermarktet wurde Schnulli ähnlich wie zuvor die Projekte Schnappi, das kleine Krokodil, Pinocchio oder Die kleine Kuh von Malibu mit Hilfe einer speziell für Kleinkinder produzierten Single. Die Melodie She’ll Be Coming ’Round the Mountain wurde mit sehr einfachen Technobeats unterlegt. Dem sportlichen Anlass entsprechend ersetzte man den Text durch einen Kinderreim, der über Schnullis fußballerische Stärken berichtet, die er auf den Fußballplätzen weltweit zeigt.
Nach der Veröffentlichung der Single eine Woche vor Beginn der Weltmeisterschaft stieg sie auf Anhieb in die deutschen Charts ein. Vier Wochen später wurde ein Album nachgeschoben.

## Diskografie

### Alben
- Wir Feiern (VÖ 30. Juni 2006)

### Singles
- Ich spiel Fußball (VÖ 2. Juni 2006)